# Fulvarba
Fulvarba là một chi bướm đêm thuộc họ Noctuidae.